# صابر باتيا
صابر باتيا (البنجابية: ਭਾਟਿਯਾ ਸਬੀਰ والهندية: सबीर भाटिया) (ولد في 30 ديسمبر 1968) هو رجل الأعمال الهندي الأمريكي الذي شارك في تأسيس خدمة البريد الإلكتروني هوتميل. تبلغ ثروة بهاتيا 200 مليون دولار.

## سيرته
ولد بهاتيا لعائلة هندوسية بنجابية في شانديغار، الهند. عمل والده، Baldev باتيا، كضابط في الجيش الهندي، وانضم في وقت لاحق لوزارة الدفاع الهندية، بينما والدته، دامان باتيا، كانت مسؤوله كبيره في البنك المركزي في الهند. بهاتيا [2] درس في سانت. بنين يوسف وهي مدرسة ثانوية في بنغالور. في عام 1986. بدأ دراسته الجامعية في معهد بيرلا للتكنولوجيا والعلوم (معاهدات الاستثمار الثنائية) في Pilani وتم نقله إلى معهد كاليفورنيا للتكنولوجيا (كالتك) بعد سنتين في معاهدات الاستثمار الثنائية. بعد تخرجه من معهد كاليفورنيا للتكنولوجيا، ذهب صابر إلى جامعة ستانفورد في عام 1989 لمتابعة دراسته والحصول على درجة الماجستير في الهندسة الكهربائية. في جامعة ستانفورد، كان يعمل على تصميم اندماج بين أطراف متعددة ذات استهلاك منخفض جدا للطاقة.
في جامعة ستانفورد، حصل على مصدر إلهام له من قبل رجال الأعمال مثل ستيف جوبز وسكوت ماكنيلي، وقرر في نهاية المطاف أن يصبح واحدا نفسه بدلا من السعي على درجة الدكتوراه بعد الماجستير، وقرر الانضمام لطاقم العمل بشركة أبل.

## مؤسس هوتميل
انضم بهاتيا لشركة ناشئة تدعى «النارية سيستمز، حيث قضى عامين. في عام 1994، بدأ صابر تعمل على أفكار جديدة للإنترنت وقال انه اشترك مع جاك سميث، وهو زميل من جهاز أبل، وشركة
وقد جاء الاثنان مع مفهوم قاعدة بيانات على شبكة الإنترنت بعنوان Javasoft. في حين تسعى هذه الفكرة، أدركوا بعد ذلك احتمال وجود نظام بريد إلكتروني على شبكة الإنترنت، وقررت بالتالي لخلق واحدة هوتميل تسمى (الأحرف الكبيرة موضحا لغة أتش تي أم أل المستخدمة في كتابة قاعدة من صفحة ويب). من أجل جذب الانتباه، وقدمت خدمة البريد الإلكتروني مجانا والإيرادات تم الحصول عليها من خلال الإعلانات على شبكة الإنترنت. استثمرت درابر فيشر مشاريع 300,000 $ على المشروع وبدء طرح هذه الخدمة في 4 يوليو 1996. [3]
في أقل من ستة أشهر، واجتذب الموقع أكثر من مليون مشترك. كما مصلحة في موفر البريد الإلكتروني المستندة إلى ويب زيادة، ومايكروسوفت في نهاية المطاف، وعلى إشعار 30 ديسمبر 1997 (عيد ميلاد بهاتيا ال29)، تم بيعها لمايكروسوفت هوتميل مقابل مبلغ ذكرت 400million دولار. له الفضل البيئة في الولايات المتحدة لتسهيل تنظيم المشاريع. في مقابلة أجريت معه، قال انه ما زال تنتقد الحكومة الهندية مشيرا إلى أن «انه لا يزال لا يستطيع القيام هوتميل في الهند» [4].
مواليد: 1969
الإنجازات: واحد من المؤسسين للهوتميل؛ عين مرة واحدة من «الناس لمشاهدة» في التجارة الدولية (2002)
بهاتيا هو واحد من الأولاد الملصقات قصة نجاح الهند في سيليكون فالي. وهو المعروف باسم الرجل الذي شارك في تأسيسه هوتميل. وانتقل بعد ذلك إلى بيعها لشركة مايكروسوفت مبلغ 400 مليون دولار واليوم هوتميل هي أكبر شركة في العالم لتوفير البريد الإلكتروني، مع أكثر من 50 مليون مشترك.
بهاتيا ولد في 1969 في تشانديجارف. انه يأتي من خلفية متواضعة. وكان والده ضابطا في الجيش ووالدته تعمل مع البنك المركزي في الهند. بهاتيا كان في وقت سابق من الدراسة في مدرسة المطران القطن وبوني في وقت لاحق في كلية القديس يوسف في بنغالور. بعد المرور من المدرسة انضم معهد بيرلا للتكنولوجيا (معاهدات الاستثمار الثنائية) في Pilani. في Pilani، وهو مؤهل لمحاولة لتحويل المنحة في كال تيك، وينظر إلى العالم من حيث التنافسية للمنح الدراسية. بهاتيا Sabeer كان الطالب الوحيد في العالم بأسره في عام 1988 الحصول على درجة النجاح 62.
في عام 1988 بهاتيا جاء إلى اميركا، وأكمل بكالوريوس مع مرتبة الشرف وحصلت على درجة الماجستير في الهندسة الكهربائية من جامعة ستانفورد. في عام 1992 مع العمل على الدكتوراه، وتسربوا انضمت أبل كومبيوتر باعتباره يحقق التكامل بين النظم. عمل في شركة آبل للكمبيوتر لمدة عام. ثم عمل لفترة بدء التشغيل، ونظم النارية شركة في عام 1995، وصابر باتيا الذي شارك في تأسيسه شركة هوتميل مع جاك سميث، وهو زميل في شركة آبل للكمبيوتر. شنوا رائدة على شبكة الإنترنت خدمة البريد الإلكتروني هوتميل. في نهاية عام 1997، باع هوتميل لشركة مايكروسوفت 400 مليون دولار. بهاتيا Sabeer ر مايكروسوفت عمل لمدة سنة حتى آذار / مارس من عام 1999، وبعد ذلك في منتصف عام 1999، كان قد أسسها Arzoo.com
Arzoo.com كان من المفترض ان يكون في الوقت الحقيقي لسوق التكنولوجيا ذات الصلة، ودعم الحلول. كان من المتصور كنقطة انطلاق من شأنها أن تمكن المهندسين والمطورين والعلماء من جميع أنحاء العالم لديهم من خبرات على monetise من جهة، وتمكين الشركات من أجل تحسين إنتاجية العاملين لديها من جهة أخرى. بهاتيا Sabeer رؤية هو جعل Arzoo.com، أكبر شبكة من حقوق رأس المال الفكري. ولكن لم Arzoo.com مع انفجار فقاعة الدوت كوم. في عام 2006 Sabeer بهاتيا بينهما Arzoo باعتبارها بوابة السفر. بهاتيا Sabeer كما بدأ مشروع جديد يسمى BlogEverywhere مع المؤسسين شيراز وكانغا Viraf زاك.
بهاتيا Sabeer فاز العديد من الجوائز ويكرم. وتشمل ما يلي: «ورجال الأعمال للعام»، الجائزة من قبل رأس المال الاستثماري شركة درابر فيشر Jurvetson (1997) و"TR100" الجائزة المقدمة من معهد ماساتشوستس للتكنولوجيا على 100 من الشباب المبدعين الذين من المتوقع أن يكون لها أكبر الأثر في التكنولوجيا القليلة القادمة سنوات. وكان اسمه من قبل مرة واحدة من «الناس لمشاهدة» في التجارة الدولية (2002)